# Felix Salten

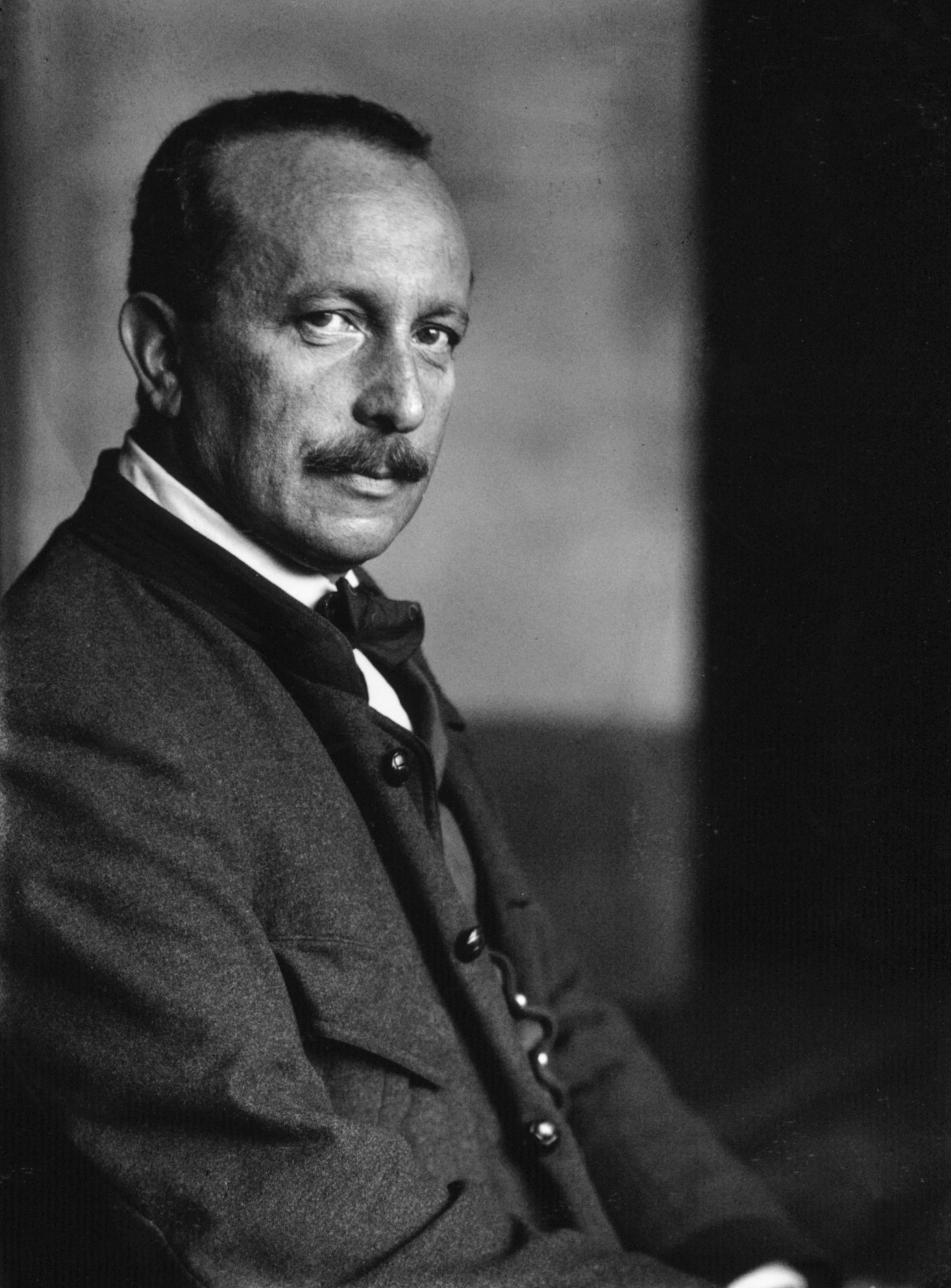
Felix Salten, ca. 1910, Fotografie von Ferdinand Schmutzer

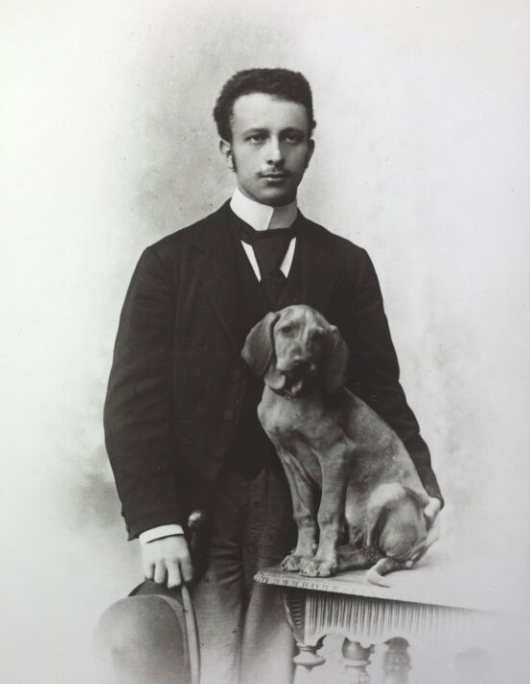
Felix Salten mit Hund

Felix Salten (bis 1911 Siegmund oder Zsigmond Salzmann; * 6. September 1869 in Pest, Österreich-Ungarn; † 8. Oktober 1945 in Zürich) war ein österreichisch-ungarischer Schriftsteller. Er wurde durch seine Tiergeschichte Bambi. Eine Lebensgeschichte aus dem Walde aus dem Jahr 1922 weltbekannt.

## Leben

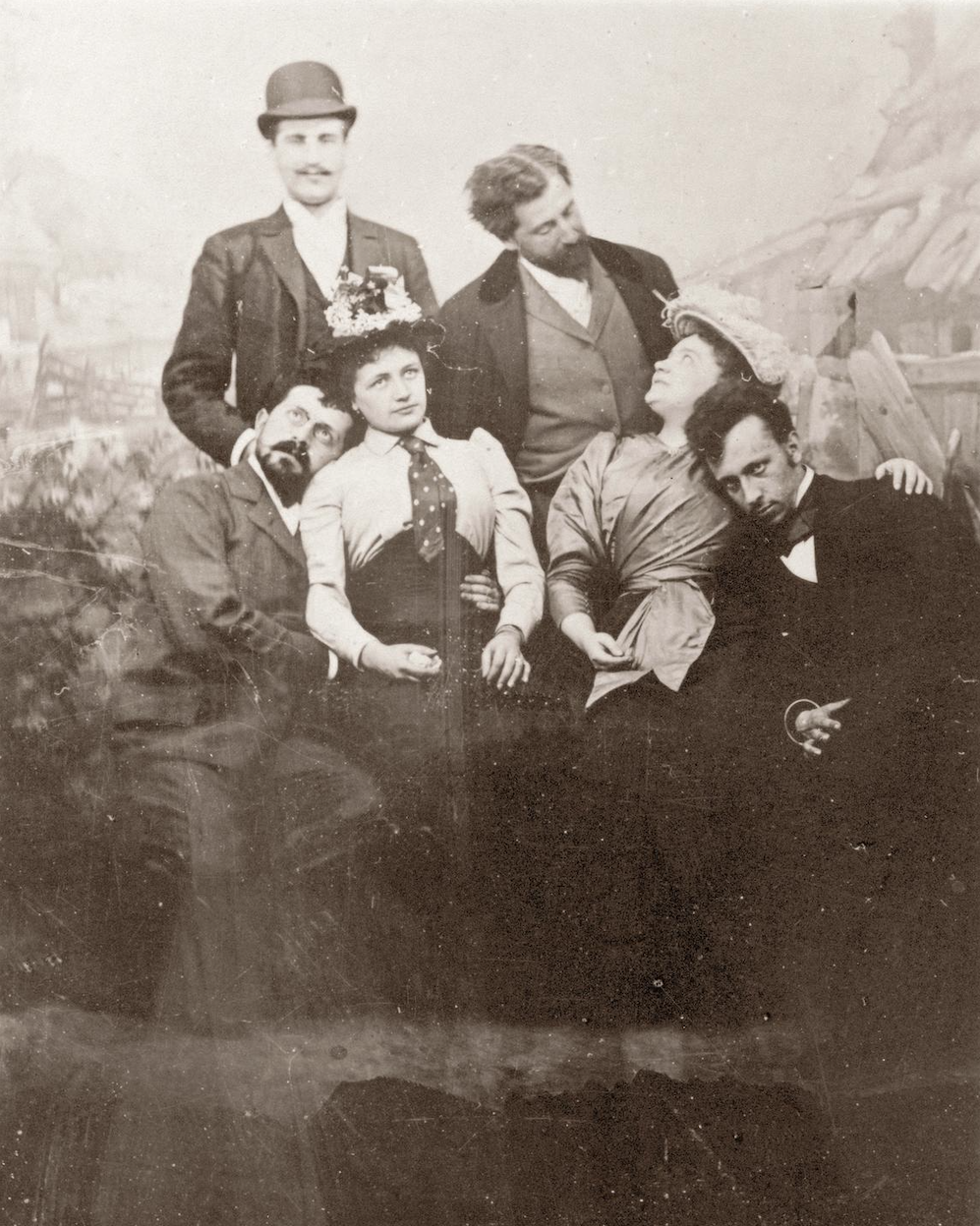
Fritz Mendl, Arthur Schnitzler, Richard Beer-Hofmann, Josefine Nebauer, Felix Salten, Julie Laska im Wiener Prater, vermutlich 18. Mai 1892

Siegmund Salzmann wurde am 6. September 1869 als Sohn des ungarisch-jüdischen Ingenieurs Philipp Salzmann (1830–1905) in Pest geboren. Seine Mutter war dessen Ehefrau Marie Salzmann, geborene Singer (1833–1909).
Als er vier Wochen alt war, übersiedelte die Familie nach Wien. Bis circa 1890 gibt es nur wenige biographische Daten. Zunächst wohnte die Familie im bürgerlichen Alsergrund, später in Währing. Mit 16 ging Siegmund vom Gymnasium Wasagasse ohne Abschluss ab und arbeitete bei einer Versicherung. Die Gründe für die finanzielle Notlage der Familie sind nicht ganz klar. Sein Vater wird von Salten später als assimilierter Jude und Träumer geschildert.
Die erste nachweisliche Veröffentlichung war ein Gedicht am 15. Jänner 1889 in der Literaturzeitschrift An der Schönen Blauen Donau, bereits unter dem nom de plume „Felix Salten“.
1890 lernte er im Café Griensteidl die Vertreter von Jung-Wien kennen und schloss Freundschaft mit Arthur Schnitzler, Hugo von Hofmannsthal, Richard Beer-Hofmann, Hermann Bahr und Karl Kraus. Im Gegensatz zu diesen Autoren stammte er als einziger nicht aus großbürgerlichem Milieu und musste von seiner Schreibarbeit leben. Innerhalb von Jung-Wien ist er eher der impressionistischen Fraktion zuzuordnen. Erste Differenzen zu seinen Freunden traten bereits 1893 auf; so kritisierten Hofmannsthal und Schnitzler seine Ungenauigkeiten. Dennoch unternahm er mit Schnitzler ausgedehnte Fahrradtouren, auch ihr Liebesleben gestaltete sich ähnlich. So bandelte Salten etwa mit Adele Sandrock an, um so Schnitzler eine Gelegenheit zu geben, seine Beziehung mit ihr zu beenden.
Im Herbst 1894 war Salten Redakteur der Wiener Allgemeinen Zeitung geworden und war dort als Theaterreferent tätig. In dieser Funktion förderte er seine Freunde durch Kritiken, besonders Schnitzler. Als Kürzel verwendete er dabei gelegentlich „–x.–n.“.
Eine Geliebte Saltens in dieser Zeit war die sozialdemokratische Rednerin Lotte Glas. (Schnitzler porträtierte sie in Der Weg ins Freie.) Salten lernte Glas 1894 über Karl Kraus kennen. Am 24. März 1895 gebar Glas eine gemeinsame Tochter. Diese wurde als »Maria Charlotte Lamberg« im Gebärhaus Alserstraße geboren und danach – wie für außerhalb der Ehe geborene Kinder gängig – zu einer Kostfrau aufs Land gegeben. Das Kind starb nach nur 4 Monaten in Gerasdorf. Salten beendete seine Beziehung zu Glas. In dieser Zeit kam es zum Zerwürfnis mit Kraus, dieser begann darauf mit seinen literarischen Angriffen auf Salten und dessen Freunde. Am 14. Dezember 1896 kam es zum öffentlichen Eklat: Salten ohrfeigte Kraus, nachdem dieser Saltens Beziehung zu Ottilie Metzl öffentlich gemacht hatte. (Salten wurde am 25. Februar 1897 zu 20 Gulden Bußgeld verurteilt.)
Elisabeth Kotter (geb. 1873 in Groß-Enzersdorf), eine Hausangestellte seiner Eltern, bekam zwei Kinder, deren Vater Salten sein dürfte: Caroline (* 1896) und Ottmar Peter (* 1898).
1898 machte Salten die Bekanntschaft von Erzherzog Leopold Ferdinand und erhielt so Einblick in das Familien- und Hofleben der Habsburger.
1902 wechselte Salten zu der Wiener Zeitung Die Zeit. Seine Berichte über die Hofskandale machten ihn nun weit über Wien hinaus bekannt. Er berichtete u. a. über den Austritt Erzherzog Leopolds aus dem Kaiserhaus wegen einer Prostituierten; über die Affäre von Leopolds Schwester Luise mit André Giron. Darüber hinaus half er auch bei der Flucht von Luise von Toscana nach Paris. Diese Arbeiten wie auch das ihm oftmals zugeschriebene Werk Josefine Mutzenbacher gelten heute als „Plädoyer für die Natürlichkeit von Lust und Begierde“.
1903 bis 1905 veröffentlichte Salten eine Reihe von Porträts der gekrönten Häupter Europas unter dem Pseudonym „Sascha“ in der Zeit. Den deutschen Kaiser Wilhelm II. schilderte er folgendermaßen: „Die Geschichte wird ihm Eines unbedingt zugestehen, und daran werden auch die Nörgler der Nachwelt nicht zu rütteln vermögen: daß nämlich unter seiner Regierung die Schnurrbärte einen fabelhaften Aufschwung genommen haben.“ Salten blieb jedoch auch der modernen Massendemokratie gegenüber skeptisch. Hauptgrund dafür waren die Christlichsozialen unter Karl Lueger und deren politischer Antisemitismus.
Aufgrund seiner Artikel in der Zeit zählte Salten zu den Spitzenjournalisten seiner Zeit. 1902 heiratete er die Burgschauspielerin Ottilie Metzl, Trauzeugen waren Arthur Schnitzler und Siegfried Trebitsch. 1903 kam der Sohn Paul auf die Welt, 1904 die Tochter Anna Katharina. Das Thema Ehe nahm nun auch in seinen Novellen und Theaterstücken einen wichtigen Platz ein, zum Beispiel in Künstlerfrauen.
Bereits 1901 hatte Salten das Jung-Wiener-Theater „Zum lieben Augustin“ gegründet, angeregt durch Ernst von Wolzogens Kabarett Überbrettl. Salten wollte „moderne Stimmungsbilder“ durch Verknüpfung von Musik, Lyrik, Tanz und Raumkunst hervorbringen. Die erste Veranstaltung am 16. November 1901 im Theater an der Wien war jedoch kein Erfolg und mündete, zumindest in der Neuen Freien Presse, in schneidende Kritik gegenüber Salten. Frank Wedekind fiel bei dieser Gelegenheit bei seinem ersten Wien-Auftritt durch. Die letzte Vorstellung fand am 23. November statt, das Unternehmen endete mit einem Verlust von 6.000 Kronen. Erst 1906 sollte es in Wien den nächsten Versuch eines Kabaretts geben (Nachtlicht).
Salten pflegte trotz seiner hohen Schulden (60.000 Kronen bei seiner Hochzeit) einen aufwendigen Lebensstil. So unternahm er 1904 eine Ägyptenreise, urlaubte regelmäßig an der Ostsee und in Venedig, und 1909 mietete er eine Villa im Cottageviertel.
1906 ging Salten zu Ullstein als Chefredakteur der B.Z. am Mittag und der Berliner Morgenpost. Ein Husarenstück in dieser Tätigkeit waren improvisierte Berichte über das Erdbeben in San Francisco, die, obwohl in Berlin verfasst, äußerst realitätsnah waren. Nach wenigen Monaten kehrte Salten jedoch nach Wien zurück, da ihm das politische und gesellschaftliche Klima in Berlin nicht behagte. Er arbeitete fortan wieder für die Zeit.
In der Hoffnung auf finanziellen Erfolg verfasste er 1909 das Libretto für die Operette Reiche Mädchen nach Musik von Johann Strauss (Sohn). Weder bei diesem noch bei zwei folgenden Libretti stellte sich der erhoffte Erfolg ein. Ab 1913 schrieb Salten auch Drehbücher für den Film. Am 16. Oktober 1913 hatte sein erster Film Der Shylock von Krakau in Berlin Premiere. Bis 1918 war Salten intensiv im Filmgewerbe tätig und war an mindestens elf Filmen beteiligt.
1899 schrieb er das Bühnenstück Der Gemeine, das in Österreich wegen seiner antimilitaristischen Haltung erst 1919 aufgeführt werden durfte. 1934 diente es Werner Hochbaum als Vorlage für Vorstadtvarieté, einen der zeitkritischsten und formal exponiertesten Filme jener Zeit. Salten war auch ein Bewunderer Theodor Herzls. Er schrieb 1899/1900 einige Artikel für Herzls Zeitschrift Die Welt. Saltens verstärktes Interesse führte 1909 zu einer Reise nach Galizien und in die Bukowina. Im Jahrzehnt vor 1914 war Salten „gefragt, berühmt, ungeheuerlich produktiv“. 1912 war er zum Fremdenblatt gewechselt. Daneben war er auch für den Pester Lloyd (ab 1910) tätig, für das Berliner Tageblatt und ab 1913 auch für die Neue Freie Presse.
Vom Kriegsausbruch war Salten begeistert. Von ihm stammte die Parole der Neuen Freien Presse: „Es muß sein!“ Während des Krieges war Salten der Blattmacher beim Fremdenblatt, der Zeitung des Außenministeriums. Sie sollte positiv auf das neutrale Ausland wirken. In der Neuen Freien Presse und im Berliner Tageblatt hingegen publizierte Salten patriotische Stimmungsbilder und Polemiken gegen die westeuropäische Kultur und Literatur. Bald jedoch folgte die Ernüchterung. 1917 beschrieb er den Krieg als „Katastrophe“.
Nach dem Krieg schwankte Salten „zwischen einer konservativen taktisch zögernden und einer kämpferischen Haltung mit großen Sympathien für die radikalen politischen Bewegungen“. 1923 etwa veröffentlichte er ein Lob für Karl Marx, Victor Adler und Leo Trotzki, 1927 rief er zur Wahl der Sozialdemokraten auf. Daneben kokettierte er jedoch auch mit der katholischen konservativen Mitte. Er schwankte zwischen einem Rückzug in die Salonkultur und öffentlichem Engagement.

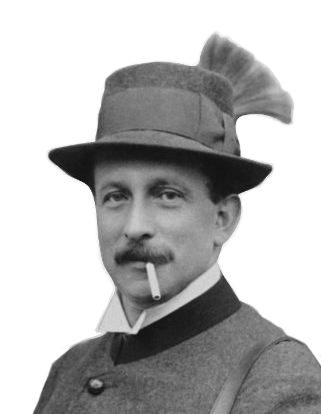
Felix Salten in Jagdmontur mit Janker, Hut und Gamsbart (ca. 1910)

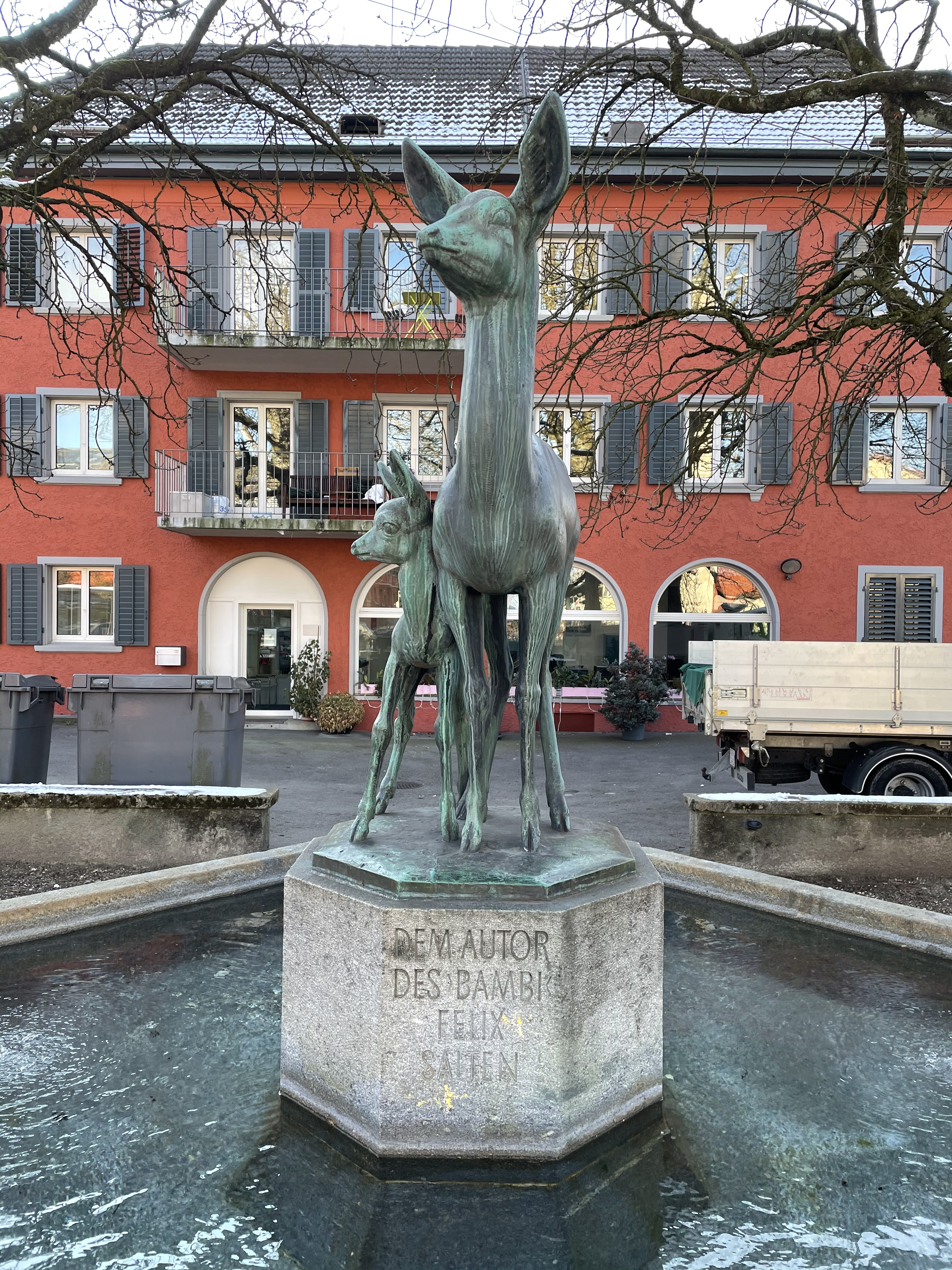
Sockel des Bambibrunnens

Nach der Einstellung des Fremdenblatts 1919 übernahm Salten das Sonntagsfeuilleton der Neuen Freien Presse. Ab den 1920er Jahren veröffentlichte er einige populäre Romane. Mit Hilfe des Zsolnay-Verlages wurde er zum Erfolgsautor. Dabei wirkte er auch als Förderer unbekannter Zsolnay-Autoren, etwa durch Vorworte und Rezensionen. 1923 veröffentlichte er die beiden Tiergeschichten Der Hund von Florenz und Bambi. Eine Lebensgeschichte aus dem Walde, die beide später – ebenso wie Die Jugend des Eichhörnchens Perri – von Walt Disney verfilmt wurden. Salten selbst war Jäger und hatte 15 Kilometer außerhalb Wiens ein eigenes Jagdrevier.
1927 übernahm Salten von Arthur Schnitzler die Präsidentschaft des österreichischen P.E.N.-Clubs. 1930 nahm er mit einer europäischen Schriftsteller- und Journalisten-Delegation an einer USA-Reise teil, aus der 1931 das Buch Fünf Minuten Amerika hervorging.
Als PEN-Präsident wurde er in die Auseinandersetzung mit Nazi-Deutschland hineingezogen und bewies „wenig Scharfsinn“. Bei der berühmten Tagung in Dubrovnik am 21. Mai 1933 machte er eine unglückliche Figur. Darauf trat er bei der österreichischen Generalversammlung am 27. Juni 1933 zurück, zugleich kam es zur Abspaltung der rechtsradikalen P.E.N.-Mitglieder. Danach zog sich Salten immer mehr aus dem öffentlichen Leben zurück. 1935 wurden seine Bücher in Deutschland verboten. Daraus und aufgrund einer Bürgschaft für einen Kredit seines Sohnes geriet er in finanzielle Schwierigkeiten.
Vor dieser Zeit, 1930 bis 1933, hatte Salten noch an fünf Tonfilmen mitgewirkt, darunter Scampolo, ein Kind der Straße (1932) mit Billy Wilder und Schnitzlers Liebelei (1933) von Max Ophüls. Ab 1933 dominierten in seinem Schaffen immer mehr die Tiergeschichten und die Erinnerungen an seine schriftstellerischen und journalistischen Tätigkeiten. Nach den Februarkämpfen 1934 stellte er sich hinter die autoritäre Regierung, was ihm Kritik aus dem Ausland einbrachte, besonders von Joseph Roth aus Paris.
Nach dem „Anschluss“ 1938 blieb er von persönlichen Repressalien verschont. Der Grund dafür dürfte in seinem internationalen Ansehen und besonders dem Schutz durch den amerikanischen Generalkonsul Leland Morris gelegen haben. Seine Tochter Anna Katharina Rehmann-Salten, in der Schweiz zunächst mit Hans Rehmann und später mit Veit Wyler verheiratet, bewirkte im Februar 1939 eine Aufenthaltsgenehmigung für ihre Eltern, jedoch unter der behördlichen Auflage, keiner journalistischen Arbeit nachzugehen. Saltens letzte Lebensjahre waren geprägt von finanziellen Problemen, er war von den Tantiemen aus den USA abhängig. Besondere Streitigkeiten gab es auch um die Rechte an Bambi, die er für 1000 Dollar verkauft hatte.
Felix Salten starb am 8. Oktober 1945 in Zürich. Er liegt auf dem Israelitischen Friedhof Unterer Friesenberg in Zürich begraben. Seit 1950 ist ihm der Bambibrunnen in Zürich-Oberstrass gewidmet. Im Jahr 1961 wurde in Wien-Donaustadt (22. Bezirk) die Saltenstraße nach ihm benannt.

## Familie

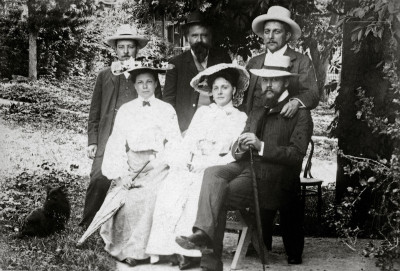
Hermann Bahr und Felix Salten in Altaussee, Juli 1903

Er heiratete 1902 die Schauspielerin Ottilie Metzeles (Pseudonym: Metzl) (1868–1942). Das Paar hatte zwei Kinder. Der Sohn Paul Jakob (1903–1937) arbeitete als Schauspieler, Schnittmeister und Stuntman beim Film in Wien. Die Tochter Anna Katharina (Katja) (1904–1977) arbeitete ebenfalls als Schauspielerin und später als Übersetzerin in Zürich. Sie heiratete den Schauspieler Hans Rehmann (1900–1939) und später den Zürcher Rechtsanwalt Veit Wyler (1908–2002).
Salten war der Onkel des Kabarettisten Karl Farkas.

## Werke (Auswahl)

### Einzelausgaben
- Der Hinterbliebene. Kurze Novellen (1900)
  - enthält: Der Hinterbliebene, Flucht, Fernen, Heldentod, Das Manhard-Zimmer, Begräbnis, Lebenszeit, Sedan
- Der Gemeine. (Volksstück, Druck 1901, UA 1902)
- Der Schrei der Liebe. Novelle (1905)
- Die Geliebte Friedrichs des Schönen. Novellen (1908)
  - enthält: Die Geliebte Friedrichs des Schönen, Feiertag, Der Ernst des Lebens, Ein Tag, Die Wege des Herrn, Der Sänger vor dem König, Die Erhebungen über Barbara Liebhardt, Mit großen Herren Kirschen essen
- Herr Wenzel auf Rehberg und sein Knecht Kaspar Dinckel. (1907) — Text online.
- Das österreichische Antlitz: Essays. 2. Auflage (1910) — Text online.
- Olga Frohgemuth: Erzählung. (1910)
- Wurstelprater. (1911)
- Kaiser Max der letzte Ritter. (1912)
- Gestalten und Erscheinungen (1913)
- Die klingende Schelle. (1914), Vorabdruck im Berliner Tageblatt
- Kinder der Freude. Drei Einakter. (1917) — Text online.
- Bambi. Eine Lebensgeschichte aus dem Walde (erschienen im Dezember 1922, vordatiert auf 1923)[27]; Bambi : eine Lebensgeschichte aus dem Walde, Hamburg : Input-Verlag, 2022; mit einem Vorwort von Charlotte Ueckert, Hamburg : Input-Verlag, 2022, ISBN 978-3-941905-48-1
  - Englische Übersetzung von Whittaker Chambers,1928
- Der Hund von Florenz. (1923)
- Bob und Baby. Zeichnungen von Anna Katharina Salten. Paul Zsolnay Verlag, Berlin–Wien–Leipzig 1925
- Neue Menschen auf alter Erde: Eine Palästinafahrt. (1925)
- Martin Overbeck: Der Roman eines reichen jungen Mannes. (1927)
- Fünfzehn Hasen: Schicksale in Wald und Feld. (1929)
- Fünf Minuten Amerika. (1931)
- Freunde aus aller Welt: Roman eines zoologischen Gartens. (1931)
- Florian: Das Pferd des Kaisers. Roman (1933)
- Die Jugend des Eichhörnchens Perri. Mit zahlreichen Federzeichnungen von Hans Bertle. Paul Zsolnay Verlag, Wien 1938
- Bambis Kinder: Eine Familie im Walde. Mit 18 ganzseitigen Federzeichnungen von Hans Bertle. (1940)
- Währinger Erinnerungen (1928–1932). Entenpress 2019.

### Werkausgaben
- Gesammelte Werke in Einzelausgaben. 1928–1932. 6 Bände.

### Postum
- Albertine, eine pornographische Novelle, um 1930[28]

### Umstrittene Autorschaft
- Josefine Mutzenbacher oder Die Geschichte einer Wienerischen Dirne von ihr selbst erzählt. Erschien 1906 anonym. Lange wurde dieses Werk Salten zugeschrieben. Die jüngere Forschung geht aufgrund einer historischen und stilometrischen Untersuchung davon aus, dass Ernst Klein der Verfasser ist.[29]

## Drehbücher
- 1915: Der Narr des Schicksals (auch Regie)
- 1915: Moritz Wasserstrahl als Stratege
- 1931: Arm wie eine Kirchenmaus
- 1933: Die Blume von Hawaii

## Korrespondenzen
- Hermann Bahr, Arthur Schnitzler: Briefwechsel, Aufzeichnungen, Dokumente 1891–1931. Hg. Kurt Ifkovits, Martin Anton Müller. Wallstein, Göttingen 2018, ISBN 978-3-8353-3228-7. (Verlagspräsentation) Mehrere Briefe Saltens an Hermann Bahr und Arthur Schnitzler sowie umgekehrt
- Korrespondenz mit Arthur Schnitzler. In: Arthur Schnitzler: Briefwechsel mit Autorinnen und Autoren. Digitale Edition. Hg. Martin Anton Müller, Gerd Hermann Susen und Laura Untner, online (bislang alle Briefe Schnitzlers, die Briefe Saltens bis inklusive 1902)
- „Ihre Briefe bewahre ich alle“: die Korrespondenz von 1903 bis 1939, Felix Salten, Stefan Zweig; herausgegeben von Marcel Atze und Arturo Larcati, Göttingen: Wallstein Verlag, 2023, ISBN 978-3-8353-5337-4